# 野獣暁に死す
『野獣暁に死す』（やじゅうあかつきにしす、原題：伊: Oggi a Me, Domani a Te! / 英: TODAY IT'S ME）は、1968年のイタリアの西部劇。
日本では公開当時、悪役として仲代達矢が出演していることで話題となった。

## ストーリー
妻の殺害という無実の罪を着せられたビル・カイオワは、5年の刑期を終え模範囚として釈放された。そしてビルは4人の男を雇い、妻殺害の真犯人であり強盗団のボスになっていた旧友のフェゴーへの復讐を決意する。

## キャスト
| 役名             | 俳優                   | 日本語吹替                        | 日本語吹替                                                                 |
| 役名             | 俳優                   | TBS版                             | 東京12ch版                                                                 |
| ---------------- | ---------------------- | --------------------------------- | -------------------------------------------------------------------------- |
| ビル・カイオワ   | モンゴメリー・フォード | 金内吉男                          | 納谷悟朗                                                                   |
| エル・フェゴ     | 仲代達矢               | 仲代達矢                          | 江角英明                                                                   |
| コルト・モラン   | ウィリアム・バーガー   | 山田康雄                          | 納谷六朗                                                                   |
| オバニオン       | バッド・スペンサー     | 西桂太                            | 細井重之                                                                   |
| ジェフ・ミルトン | ウェイド・プレストン   | 大平透                            | 池田勝                                                                     |
| 不明 その他      |                        |                                   | 宮下勝 増岡弘 安田隆 加藤正之 藤城裕士 野崎貴美子 中村武己 田口昴 円福恵子 |
|                  |                        |                                   |                                                                            |
| 演出             | 演出                   |                                   | 山田悦司                                                                   |
| 翻訳             | 翻訳                   |                                   | 入江敦子                                                                   |
| 効果             | 効果                   |                                   | PAG                                                                        |
| 調整             | 調整                   |                                   | 遠矢征男                                                                   |
| 制作             | 制作                   |                                   | ザック・プロモーション                                                     |
| 解説             | 解説                   | 淀川長治                          | 深沢哲也                                                                   |
| 初回放送         | 初回放送               | 1973年1月8日 『月曜ロードショー』 | 1979年7月19日 『木曜洋画劇場』                                             |

※日本語吹替はスペシャル・エディションDVDに収録。